# Elias Lönnrot
Elias Lönnrot (Sammatti, 1802. április 9. – Sammatti, 1884. március 19.) finn orvos, néprajzkutató, botanikus és filológus. Több népdalgyűjtő segítségével 1828–1849 között gyűjtötte össze a népmeseszerű anyagot, és állította össze belőle a Kalevalát. Botanikusként az első finn nyelvű szakmunka szerzője. Botanikai szakmunkákban nevének rövidítése: „Lönnrot”.

## Tanulmányai
Orvostant tanult a Turkui Tudományos Akadémián. A turkui nagy tűzvészben a fél várossal együtt az egyetem is elpusztult, így a diplomát Helsinkiben szerezte meg 1832-ben.

## Korai orvosi karrierje
Kerületi orvosi állást kapott Kajaaniban Észak-Finnországban, ahol ebben az időben nagy éhínség volt. Ez késztette az előző orvost lemondásra, így juthatott a pályakezdő orvos ebbe a pozícióba. A több éven át rossz termés hatalmas veszteségeket okozott a lakosságban és az állatállományban. Lönnrot írt az államnak, gyógyszer helyett élelmiszert kérve. Ő volt az egyetlen orvos a kerület több mint 4000 lakosára, egy olyan időszakban, amikor nagyon kevés orvos volt, a gyógyszerek pedig túl drágák az emberek anyagi helyzetéhez képest, akik jobban megbíztak a falusi gyógyítókban, helyi kuruzslókban.

## Nyelvészeti munkássága
Az igazi szenvedélye anyanyelve, a finn nyelv volt. 1827-ben kezdett a korai finn nyelvről írni és népmeséket gyűjteni a vidéki emberektől. Lönnrot gyakran hosszabb időre elhagyta az orvosi rendelőjét. A finn vidéken, Lappföldön és az orosz Karélia szomszédos területein tett nagyobb utazásokat, és keresett pártfogókat a gyűjtéshez. Könyvek sorozata bizonyítja erőfeszítéseinek eredményességét: Kantele, 1829-1831 (a kantele hagyományos finn népi hangszer); Ős-Kalevala, 1833; Régi-Kalevala , 1835-1836; Kanteletar , 1840; Sananlaskuja, 1842 (Példabeszédek); Új-Kalevala (a Kalevala bővített második kiadása) , 1849 ; Finsk-Svenskt Lexikon, 1866-1880 (finn-svéd szótár).
Elias Lönrott adta ki és szerkesztette 1836 és 1840 között az első finn nyelvű folyóiratot, a Mehiläinen-t (jelentése 'méh').

## A Kalevala
Az első változatot 1835-ben adta közre, a végleges formát pedig 1849-ben. Lönnrot munkája nemcsak a finn irodalomra, hanem az egész világirodalomra igen nagy hatással volt.
A Kalevala pogány ősidőkből származó dalai, versei a nép ajkán éltek, közel egy évezreden keresztül. Epikus, ritus/ ünnepi; sirató; népdal /szánvers; szólás; találós kérdés; eredet runo; sámán/ táltos runo; kalandozás; harc és más ötvöződik eggyé. Mai formája 50 énekből, közel 23 000 sorból áll. Versformája rokon a magyar ősi nyolcassal. A verselést a bőven alkalmazott alliteráció és a laza rímelés jellemzi. Formáját, szerkezetét tekintve nem igazi eposz, hiszen nincs főhőse, cselekménye pedig rendkívül szerteágazó. Vejnemöjnen - sámán-dalnok; Ilmarinen - kovács, a szampót és a kantelét készítette. Helyettesíthetik egymást. Lemminkaeinent a paivölaei lakomán ölik meg. Anyja nem tudja életre hozni. Ő óva inti az utódokat, ne essenek bűnbe,kíméljék az ártatlanokat. (Keresztény erkölcsiség!) Az első teljes magyar fordítást (német nyelvből) Barna Ferdinánd (1871) készítette. Az első, a finn eredetiből készült teljes fordítás Vikár Béla (1909) kitűnő munkája, a modern fordítás Nagy Kálmán (1971); Rácz István (1976); Szente Imre (1987) műve. A Kalevalából Ortutay Gyula válogatásában, Képes Géza rész-fordításaival Kazimir Károly rendezett színi előadást a Thália Színházban. Finnországban is sikert arattak vele. „Emberméretűvé kell változtatnunk a felnagyított hősöket. A 700 éves Vejnemöjnen egyszerű idős ember... A derű, a tisztaság, az időtlenség veszi körül és jellemzi.”

## Főbb művei

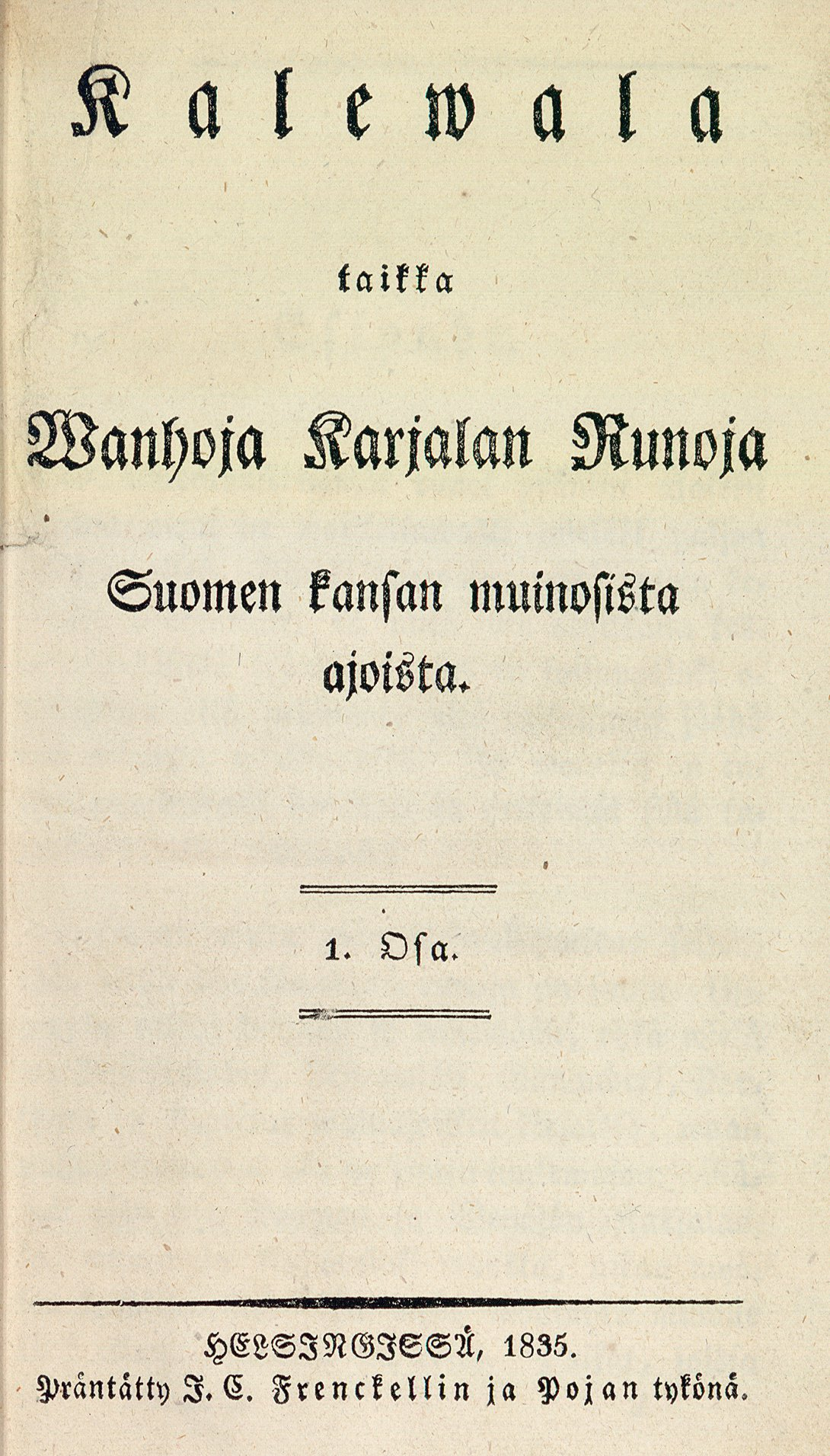
A Kalevala első kiadása (1835)

- De Väinämöine, priscorum Fennorum numine. Disszertáció 1827.
- Kantele taikka Suomen Kansan sekä Wanhoja että Nykysempiä Runoja ja Lauluja. 1829–1831 (négy kötet).
- Lemminkäinen, Väinämöinen, Naimakansan virsiä. 1833
- Runokokous Väinämöisestä. 1834
- Kalewala, taikka Wanhoja Karjalan Runoja Suomen kansan muinoisista ajoista. 1835–1846 (két kötet)
- Kanteletar taikka Suomen Kansan Vanhoja Lauluja ja Virsiä. 1840–1841 (három kötet)
- Suomen Kansan Sananlaskuja. 1842
- Suomen Kansan Arvoituksia. 1845
- Kalevala. 1849
- Suomen kansan muinaisia loitsurunoja. 1880
- Turo, kuun ja auringon pelastaja. 1881

## Magyarul
- Kalevala. Szemelvények a karjalai-finn nép eposzából; az Elias Lönnrot szerkesztette Kalevala alapján összeáll., bev. Otto Kuusinen, ford. Vikár Béla; Hungária, Bp., 1950
- A Régi Kalevala előszava / Vanhan Kalevalan esipuhe; ford. Kovács Magdolna, Hazafias Népfront–Akadémiai, Bp. 1985

## Fordítás
- Ez a szócikk részben vagy egészben  az   Elias Lönnrot című angol Wikipédia-szócikk fordításán alapul.  Az eredeti cikk szerkesztőit annak laptörténete sorolja fel. Ez a jelzés csupán a megfogalmazás eredetét és a szerzői jogokat jelzi, nem szolgál a cikkben szereplő információk forrásmegjelöléseként.